# Pantomus
Pantomus is een geslacht van kreeftachtigen uit de klasse van de Malacostraca (hogere kreeftachtigen).

## Soorten
- Pantomus affinis Chace, 1937
- Pantomus parvulus A. Milne-Edwards, 1883